# Tranegården
Tranegården eller Tranegaarden var mellem 1970 og 1985 Gentofte Kommunes kunstbibliotek, der udlånte kunstbøger og kunstværker, man kunne hænge i sit hjem. Der blev præsenteret en lang række originale kunstudstillinger i gårdens stemningsfulde lokaler - bl.a. “Kniven på hovedet” i 1982, der var med til at iscenesætte kunstnergruppen “De Unge Vilde”. Kunstbiblioteket lå på den eksisterende gård på Tranegårdsvej 73.
I dag er kommunens kunstneriske aktiviteter flyttet til Gentofte Hovedbibliotek under navnet “Tranen”.